# Daniel James Brown
Daniel James Brown (Berkeley, 1951) è uno scrittore statunitense.
Il suo libro Erano ragazzi in barca - dal quale è tratto l'omonimo film diretto da George Clooney - ha avuto diverse ristampe. In Italia è stato pubblicato da Mondadori nel 2015, ed è stato tradotto tra l'altro in francese, tedesco, spagnolo, cinese, coreano.

## Biografia
Brown è nato a Berkeley, in California. È cresciuto nella zona della Baia di San Francisco. Ha frequentato il Diablo Valley College a Pleasant Hill e si è poi diplomato seguendo corsi per corrispondenza mentre lavorava in una libreria. Si è laureato in inglese presso l'Università della California a Berkeley e un Master of Arts presso l'Università della California a Los Angeles.
Si è interessato di apicoltura fin da ragazzo e ha svolto questo mestiere a fasi alterne. Nel 1988 ha iniziato a lavorare per Microsoft, scrivendo poi il suo primo libro, sulla storia dell'incendio boschivo che nel 1894 accerchiò la cittadina di Hinckley in Minnesota, durante il quale il suo bisnonno aveva perso la vita e suo nonno si era salvato fuggendo su un treno in fiamme. Il libro, pubblicato nel 2006 da Lyons Press, è stato poi ristampato da Barnes & Noble facendogli raggiungere la notorietà.
È stato insegnante di scrittura creativa alla San José State University e alla Università di Stanford.
Nel 2008, a Redmond, dove viveva, ha conosciuto il suo anziano vicino di casa, Joe Rantz, che gli ha raccontato la sua storia, la vincita della medaglia d'oro alle Olimpiadi di Berlino del 1936. Incuriosito, Brown ha cercato documenti e testimonianze, confluiti nel volume The Boys in the Boat, che narra la storia di una squadra di giovani canottieri determinati a vincere al punto da superare le eliminatorie universitarie fino ad arrivare a vincere la medaglia d'oro olimpionica.
Risiede in campagna vicino a Seattle.

## Premi (selezione)
- Libro dell'anno 2014 Indies Choice/Adult Nonfiction Book of the Year (American Booksellers Association)[12]
- Washington State Book Award 2014 per la saggistica[13]
- 2014 Association des Ecrivains Sportifs, Prix Etranger Sport & Littérature[14]

## Opere
- Connections: A Rhetoric/short Prose Reader, Houghton Mifflin Company, 1984, ISBN 978-0-395-34101-8.
- Daniel James Brown, The Indifferent Stars Above: The Harrowing Saga of a Donner Party Bride, William Morrow, 2009, ISBN 978-1-61523-769-2.
- Under a Flaming Sky: The Great Hinckley Firestorm of 1894, Lyons Press, 2006 ISBN 9781592288632.
- Facing The Mountain: The Forgotten Heroes of the Second World War, Penguin Books Limited, 20 maggio 2021, ISBN 978-0-241-35661-6.
- Erano ragazzi in barca. La vera storia della squadra di canottaggio che umiliò Hitler, (The Boys in the Boat: The True Story of an American Team's Epic Journey to Win Gold at the 1936 Olympics, 2017), Mondadori, 2015, ISBN 978-88-04-65633-3.